# スクールデュオ
スクールデュオは、賢プロダクション付属の声優養成所。代表は野村道子（賢プロダクション相談役）。

## 概要
1998年創設。基礎クラス（2012年設立）・レギュラークラス・アッパークラスがあり、各クラス修了後に審査がある。各クラスの養成期間は1年間。在学中に声優デビューする生徒もいる。

## 主な卒業生

### 男性
- 梯篤司（1期生）
- こぶしのぶゆき（1期生）
- 赤石広樹（2期生）
- 大畑伸太郎（2期生）
- 川田紳司（2期生）
- 滝知史（2期生）
- 野瀬育二（2期生）
- 宮下栄治（2期生）
- 安齋龍太（3期生）
- 中澤まさとも（3期生）
- 岡林史泰（4期生）
- 荻野晴朗（4期生）
- 四宮豪（4期生）
- 田久保修平（4期生）
- 牧野秀紀（4期生）
- 最上嗣生（4期生）
- 大原崇（5期生）
- 佐藤宇（5期生）
- 阿部敦（6期生）
- 高橋研二（6期生）
- 箭内仁（6期生）
- 代永翼（6期生）
- 遠藤大智（7期生）
- 河田吉正（7期生）
- 坂本くんぺい（7期生）
- 佐藤拓也（7期生）
- 樋口智透（7期生）
- 吉開清人（7期生）
- 浅利遼太（8期生）
- 須嵜成幸（9期生）
- 高中宏之（9期生）
- 櫻井トオル（10期生）
- 菅原雅芳（10期生）
- 烏丸祐一（11期生）
- 桜井翼（11期生）
- 蜂須賀智隆（11期生）
- 藤巻大悟（11期生）
- 布施川一寛（11期生）
- 柳澤健次（11期生）
- 大隈健太（12期生）
- 鈴木晴久（12期生）
- 長南翔太（12期生）
- 増元拓也（12期生）
- 益山武明（12期生）
- 矢野智也（12期生）
- 北田理道（13期生）
- 相楽信頼（13期生）
- 橘潤二（13期生）
- 濱健人（14期生）
- 松田修平（14期生）
- 天野宏郷（15期生）
- 伊原正明（15期生）
- 小松昌平（15期生）
- 佐々木拓真（15期生）
- 田島章寛（15期生）
- 原俊之（15期生）
- 横田大輔（15期生）
- 大町知広（16期生）
- 奥田寛章（16期生）
- 新祐樹（16期生）
- 保住有哉（16期生）
- 武蔵真之介（16期生）
- 鷲見昂大（17期生）
- 寺井大樹（17期生）
- 福西勝也（17期生）
- 吉田丈一郎（17期生）
- 梅田修一朗（18期生）
- 観世智顕（18期生）
- 武田太一（18期生）
- 中村源太（18期生）
- 古田一晟（18期生）
- 美斉津恵友（18期生）
- 江頭宏哉（19期生）
- 黒木陽人（19期生）
- 澤田龍一（19期生）
- 田中光（19期生）
- 吉原光（19期生）
- 篠原彰宏（20期生）
- 柴山大星（20期生)
- 谷口誠太郎（20期生)
- 丸中康司（20期生）
- 岩沢一哉（21期生）
- 小川海斗（21期生）
- 木村太飛（21期生）
- 蜂谷隆良（21期生）
- 仁力（22期生)
- 松永郁歩（22期生)
- 柿田よしくに (23期生)
- 竹中悠斗 (23期生)
- 菊田千瑛 (24期生)
- 長嵜一帆 (24期生)
- はなみ竜司 (24期生)

### 女性
- 山川琴美（1期生）
- 石松千恵美（2期生）
- いのくちゆか（2期生）
- 岩村琴美（2期生）
- 甲斐田裕子（2期生）
- 戸川絵美（2期生）
- 伊藤静（3期生）
- 大前茜（3期生）
- 松元惠（3期生）
- 小平有希（4期生）
- 津久井裕子（4期生）
- 生天目仁美（4期生）
- 西墻由香（4期生）
- 日野未歩（4期生）
- 廣瀬仁美（4期生）
- 小橋知子（5期生）
- 〆野潤子（5期生）
- 藤村歩（5期生）
- 南川のりこ（5期生）
- 山口享佑子（5期生）
- 宮本真利（6期生）
- 下田レイ（7期生）
- 高橋里枝（7期生）
- 永田依子（7期生）
- 小幡記子（8期生）
- 中嶋あき（8期生）
- 長谷川瑜ら（8期生）
- 真壁かずみ（8期生）
- 安武みゆき（8期生）
- 上田のりこ（10期生）
- 合田絵利（10期生）
- 小林未沙（10期生）
- 白川万紗子（10期生）
- 冨田泰代（10期生）
- 下山田綾華（11期生）
- 平井祥恵（11期生）
- 小笠原早紀（12期生）
- 川端麻衣（12期生）
- 熊谷海麗（12期生）
- 古城門志帆（12期生）
- 末柄里恵（12期生）
- 堀中優希（12期生）
- 的場加恵（12期生）
- 丸山有香（12期生）
- 森史絵（12期生）
- 相川奈都姫（13期生）
- 江場梨絵子（13期生）
- 鷄冠井美智子（13期生）
- 喜代原まり（13期生）
- 小堀幸（13期生）
- 齋藤綾（13期生）
- 夏川朋子（13期生）
- 堀越知恵（13期生）
- 清水はる香（14期生）
- 逢田梨香子（15期生）
- 池田海咲（15期生）
- イブ優里安（15期生）
- 川上彩（15期生）
- 渋谷彩乃（15期生）
- 高津はる菜（15期生）
- 長谷川暖（15期生）
- 菅沼千紗（16期生）
- 永井真里子（16期生）
- 野村麻衣子（16期生）
- 弘松芹香（16期生）
- かどたにまみ（17期生）
- 社本悠（17期生）
- 三日尻望（17期生）
- 渡辺理沙（17期生）
- 生田ひかる（18期生）
- 金田愛（18期生）
- 城戸まどか（18期生）
- 夏吉ゆうこ（18期生）
- 三浦千幸（18期生）
- 森谷彩子（18期生）
- 石川藍（19期生）
- 漆山ゆうき（19期生）
- 鈴江梨紗（19期生）
- 鷹雄葉月（19期生）
- 小白川愛菜（20期生）
- ハートル実沙（20期生）
- 舩津丸葵（20期生）
- 三川華月（20期生）
- 葵あずさ（21期生）
- 遠藤さき（21期生）
- 荻野佳奈（21期生）
- 屋根下怜生（21期生）
- 吉澤悠（21期生）
- 大熊和奏（22期生）
- 新藤みなみ（22期生）
- 竹島レナ（22期生）
- 夏見涼子（22期生）
- 望月ゆみこ（22期生）
- 綾瀬未来（23期生）
- 木花藍（23期生）
- 宮古風佳（23期生）
- 碧乃梨心（24期生）
- 菊池ゆりな（24期生）
- 高瀬彩雛（24期生）
- 日南歩乃華（24期生）
- 茉宮綾香（24期生）